# Nguibassal (Massock)
Pour les articles homonymes, voir Nguibassal.
Nguibassal est un village de la commune de Massock-Songloulou; située dans le département de la Sanaga-Maritime et la région du Littoral au Cameroun. Il est situé sur la route qui lie Nkom à Dissema, à 13 km de Itayap.

## Population
En 1967, Nguibassal comptait 30 habitants, principalement Bassa.
Lors du recensement de 2005, 71 personnes y ont été dénombrées.